# استنلی مور (کریکت باز)

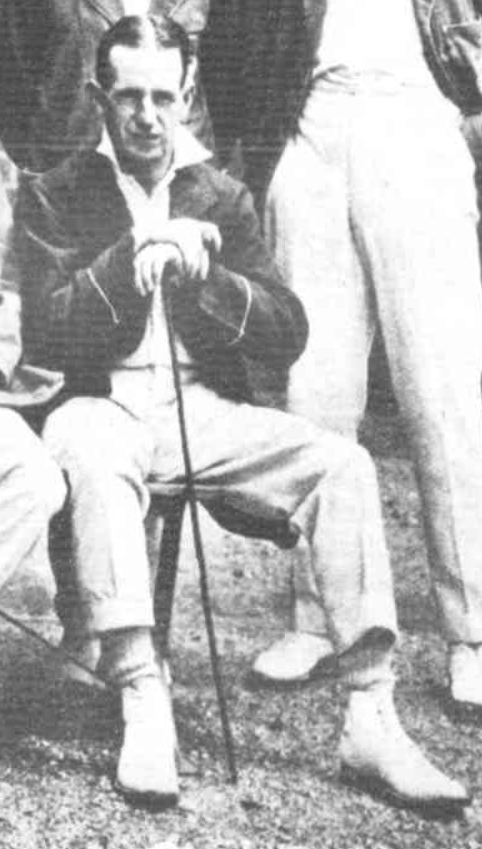
استنلی مور، بازیکن کریکت اهل استرالیا - ۱۹۱۴

استنلی مور (زادهٔ ۱۸ آوریل ۱۸۸۶ – درگذشتهٔ در ۲۲ مارس ۱۹۴۸ میلادی) بازیکن کریکت اهل استرالیا بود. او بین سال های ۱۹۱۲الی۱۳ و ۱۹۲۰الی۲۱ هشت بازی درجه یک برای نیو ساوت ولز و کوئینزلند انجام داد.